# アルバ・ライマル・ミュルダール
アルバ・ライマル・ミュルダール（Alva Reimer Myrdal [ˌalːva ˈmyːɖɑːl]、1902年1月31日 - 1986年2月1日）は、スウェーデンの外交官、政治家、評論家。1982年にメキシコのアルフォンソ・ガルシア・ロブレスとともにノーベル平和賞を受賞した。

## 生涯
ウプサラで生まれ、1924年にグンナー・ミュルダールと結婚した。1930年代にはCrisis in the Population Questionという著書を共同執筆し、スウェーデンの福祉国家論を推し進めたことで一躍話題になった。Crisis in the Population Questionでは、個人（特に女性）の自由のためにどんな社会改革が必要かを説いている。またこの本は1930年代の時代精神を取り入れ、優生学の考え方を紹介している。スウェーデン社会民主労働党の昔からの支持者でもあり、1940年代の終わりに彼女は国際連合の諸問題にも取り組み、1949年からは福祉国家の部局を、1950年から1955年までは国際連合教育科学文化機関の社会科学部局の長を務めた。これは、国際連合で女性が要職に就く初めてのケースでもあった。
1962年にはスウェーデンで国会議員になり、同年から1973年までジュネーヴで開かれた国連の軍縮会議でスウェーデン代表を務めた。1966年から1973年には軍縮に関する首相の相談役となり、また1966年から1967年にかけてはストックホルム国際平和研究所の初代所長を務め、1982年にノーベル賞を受賞した。作家のヤン・ミュルダール(en)は息子、哲学者のシセラ・ボク(en)は娘。

## 著書日本語訳
- V.クレン共著『家庭と職業 婦人の二つの役割』大和チドリ,桑原洋子訳 ミネルヴァ書房 社会科学選書 1968年
  - 『女性の二つの役割 家庭と仕事』ミネルヴァ書房 1985年 シリーズ「女いま生きる」
- 『正気への道 軍備競争逆転の戦略』アルヴァ・ミュルダール 豊田利幸,高榎尭訳 岩波現代選書 1978年